# Husův sbor (Loštice)
Husův sbor v Lošticích je kostel Československé církve husitské z roku 1933 ve stylu novokonstruktivismu od stavitele Jana Sovy, unikátní stavba moderní architektury.

## Historie
Náboženská obec Československé církve husitské v Lošticích byla oficiálně založena v roce 1922. Stavba kostela byla zahájena v červnu 1929 podle plánů stavitele Jana Sovy. Slavnostní otevření se konalo v neděli 3. září 1933. V roce 1951 byly provedeny stavební úpravy, při nichž byl hlavní sborový prostor oddělen zděnou přepážkou od oltářní části a kolumbária. Nová stěna byla ozdobena rozměrnou freskou s námětem kázání na hoře, od akademického malíře Karla Skály. V prostoru původního oltářiště byla vybudována zimní kaple. Na kůr byly instalovány nové varhany z Krnova. 

## Popis
Kostel stojí v okrajové části města Loštice v místní zástavbě. Jednolodní stavba obdélného půdorysu, k níž je představěna ve stylu novokonstruktivismu 33 m vysoká hranolová věž. Na věži je vyhlídková plošina, uprostřed jehlanový žulový nástavec (triangulační bod) s kalichem a křížem. Hlavní vstup do kostela je přes předsíň v podvěží, ke kterému vede široké kamenné schodiště. Výrazným znakem jsou vysoká úzká okna s půlkruhovým zakončením. Na hlavní loď v podélné ose kostela navazuje užší a nižší přístavek s kolumbáriem.

## Galerie

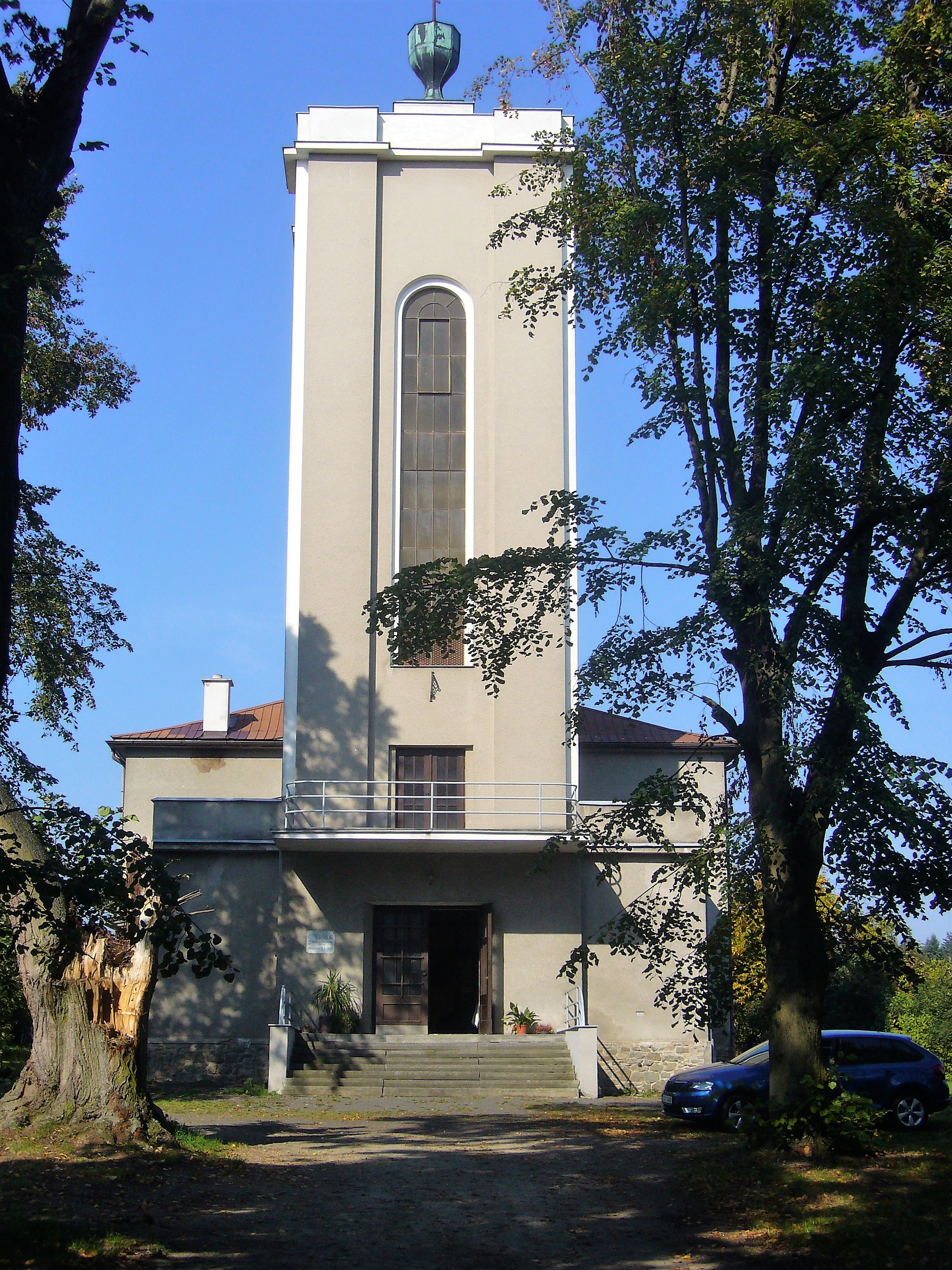
průčelí kostela
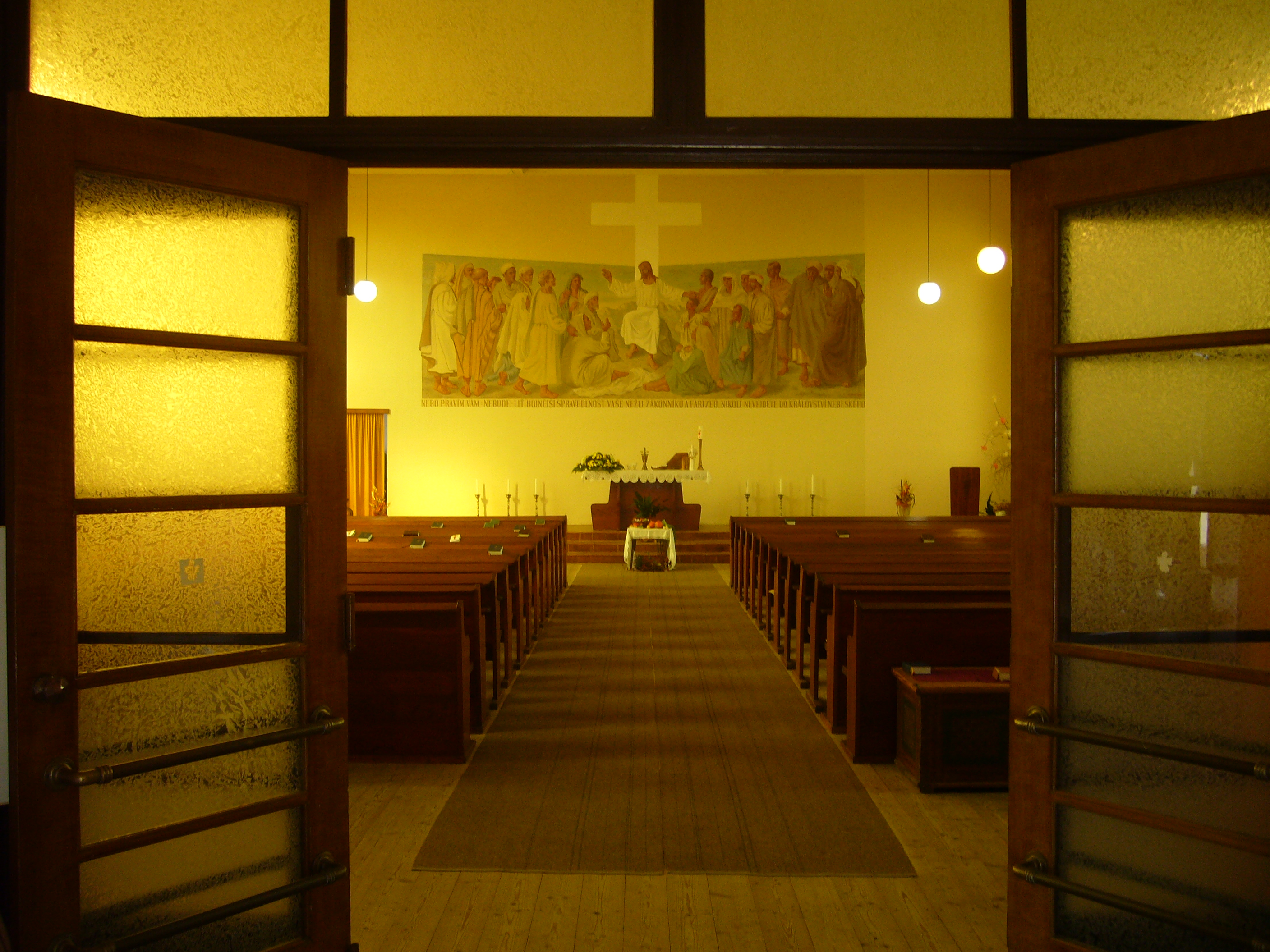
interiér s freskou